# Ralph Brown (beeldhouwer)
Ralph Brown (Leeds, 24 april 1928 - 3 april 2013) was een Engelse beeldhouwer.

## Leven en werk
Brown bezocht van 1948 tot 1951 de Leeds School of Art in Leeds en van 1951 tot 1952 de Hammersmith School of Art in Londen. Van 1952 tot 1956 studeerde hij beeldhouwkunst aan het Royal College of Art in Londen. In 1951 bezocht hij Parijs, waar hij kennismaakte met het werk van de beeldhouwers Auguste Rodin, Germaine Richier en Alberto Giacometti en in 1954, wederom in Parijs, assisteerde hij in het atelier van Ossip Zadkine. In 1955 bezocht hij met een beurs van het Royal College of Art Griekenland en in 1957 met een Boise Scholarship Italië. Van 1956 tot 1957 was hij docent aan het Bournemouth College of Art.
Brown nam in 1958 met vier werken deel aan de expositie Sonsbeek met Britse beeldhouwers (rond Henry Moore). Het Kröller-Müller Museum kocht in 1960 het werk Vernal Figure uit 1957 voor het beeldenpark. In 1972 werd Brown benoemd tot lid van de Royal Academy of Arts. Hij verhuisde in 1973 naar het zuiden van Frankrijk, maar keerde in 1976 weer terug naar Engeland, waar hij zich vestigde in Gloucestershire.
In 1988 kreeg Brown een overzichtstentoonstelling in het Henry Moore Centre in Leeds.

## Werken (selectie)
- Sheep Shearer (1957)[1], Harlow Arts Trust in Harlow
- Vernal Figure (1957), Beeldenpark van het Kröller-Müller Museum in Otterlo
- Meat Porters (1959)
- The Swimmers (1962), Hatfield Swim Centre in Hatfield (Hertfordshire)
- Walking the Line
- Pomona
- Europe with her Bull
- La Sposa (1999)[2], Cass Sculpture Foundation